# 戈瑟斯韦勒-施泰因
戈瑟斯韦勒-施泰因是德国莱茵兰-普法尔茨州的一个市镇。总面积8.60平方公里，总人口1409人，其中男性712人，女性697人（2011年12月31日），人口密度164人/平方公里。